# K.M. Lundberg

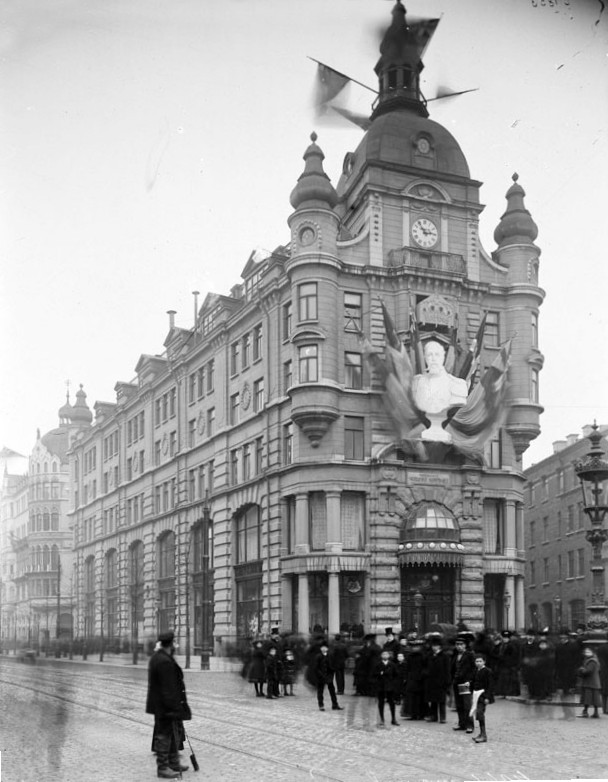
KM Lundbergs varuhus

KM Lundbergs varuhus vid Stureplan 3, Stockholm, arkitekt Erik Josephson och det var då det invigdes 1898, Stockholms största detaljhandelsföretag. Firman grundades 1843 av Karl Magnus Lundberg och hade tidigare lokaler på bland annat Storkyrkobrinken 7 i Gamla stan. Varuhuset var byggt efter parisiskt mönster med en stor ljusgård i mitten. En samtidig beskrivning från tidskriften Idun: 
"Huvudentréns massiva, rikt skulpterade mahognyportar leder in i en väldig huvudhall, dekorerad i vitt, och vars med lagerguirlander sirade tak uppbäres av ett fyrtiotal prydliga kolonner. Om dagen strömmar floder av ljus genom fönstren och från ljusgården i mitten. Om kvällarna strålar etablissemanget i praktfull elektrisk belysning".
KM Lundbergs varuhus ombildades 1902 till Nordiska Kompaniet, (kort NK), och flyttade 1915 till det nya NK-varuhuset på Hamngatan. 
Huset totalombyggdes 1919 - 1920 för Johnsonrederierna och blev Johnsonlinjens hus, med Ivar Tengbom som arkitekt.

## Bilder

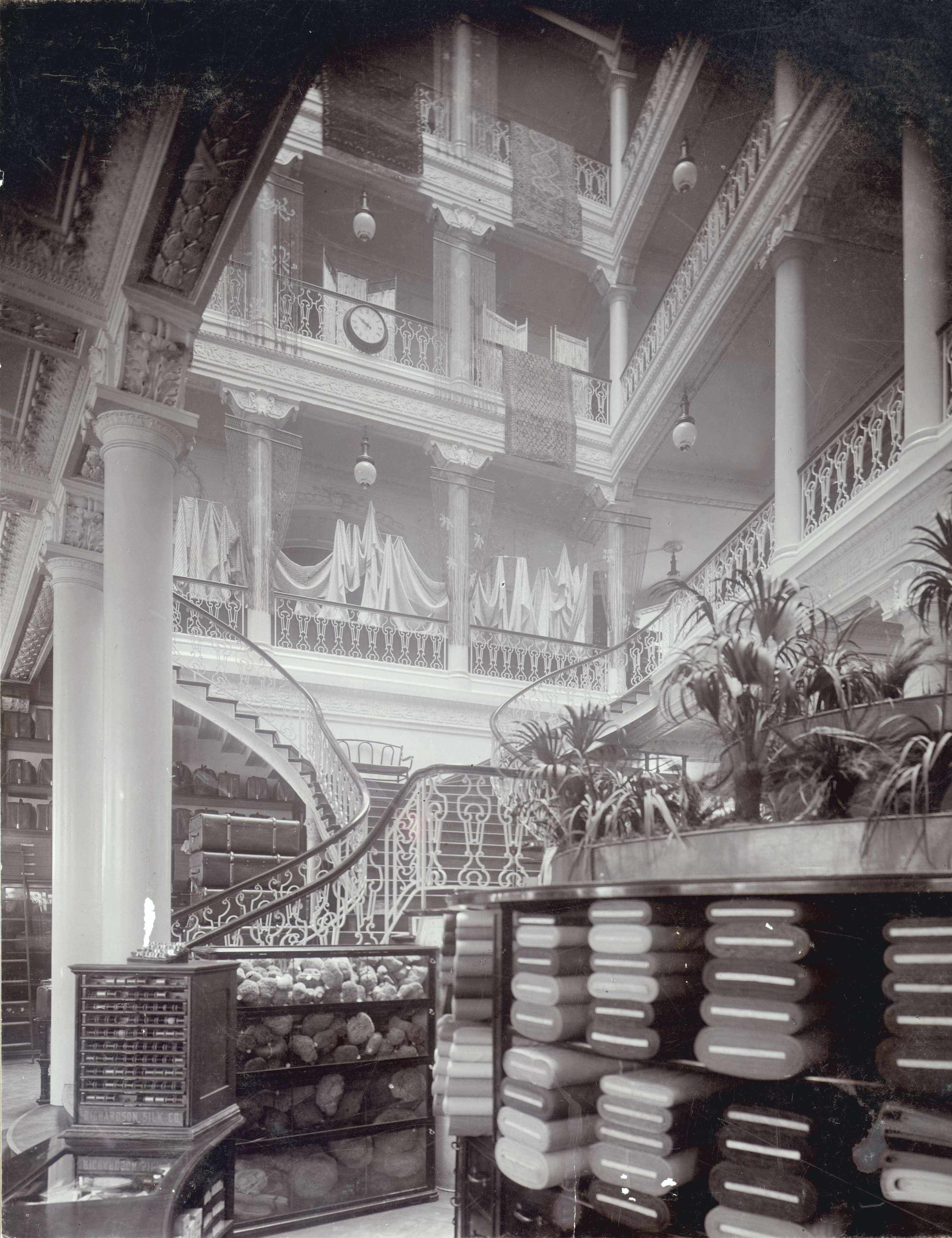
Huvudhallen efter ombildning till Nordiska Kompaniet. Foto från 1903.
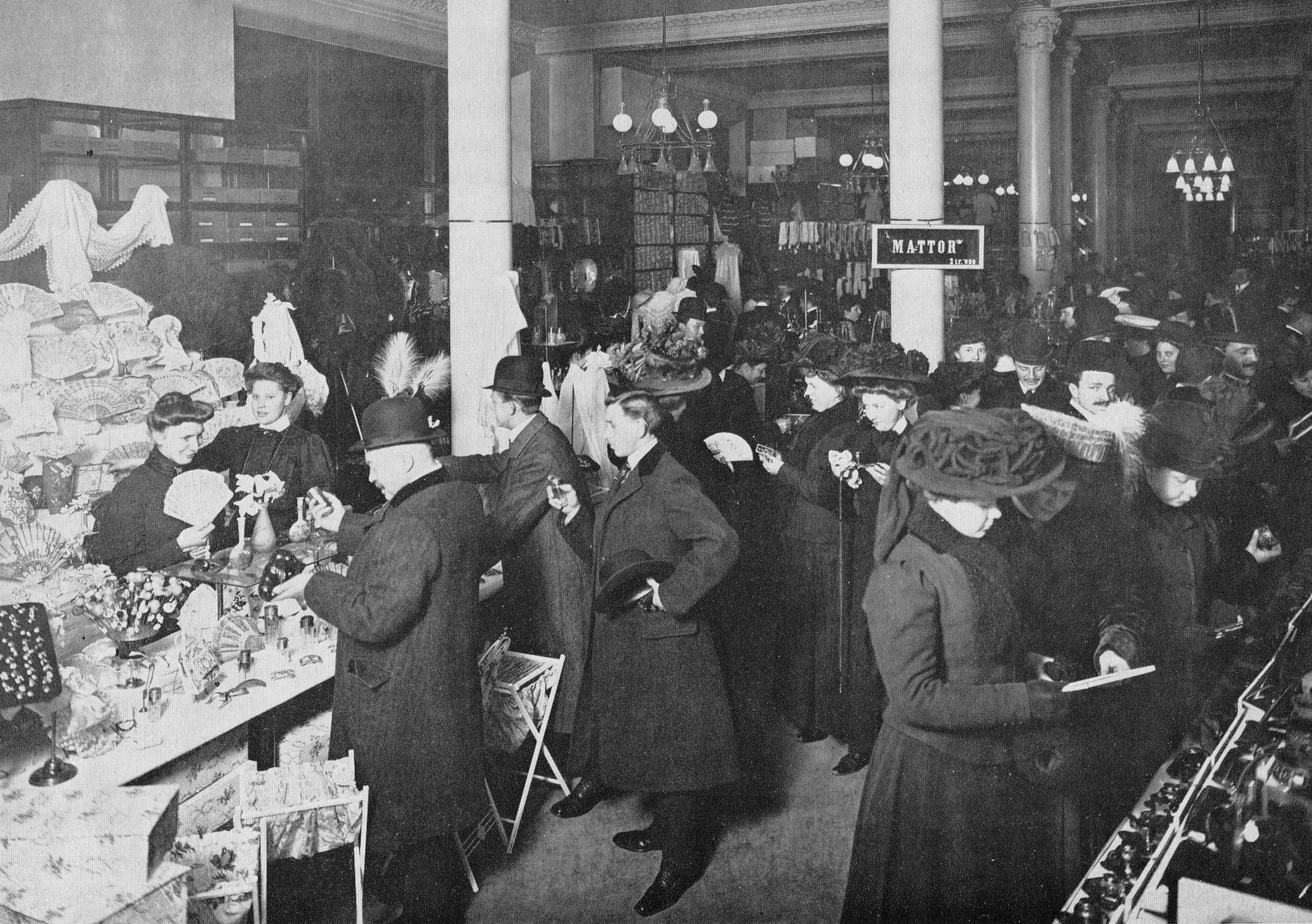
REA på K.M. Lundbergs varuhus 1909.